# Hrístos Frantzeskákis
Hrístos Frantzeskákis (in greco Χρίστος Φραντζεσκάκης?; Chania, 26 aprile 2000) è un martellista greco.

## Biografia
Ai campionati europei under 20 di Borås 2019 ha vinto la medaglia d'argento nel martello 6 chilogrammi, con la misura di 84,22 metri (record nazionale under 20), terminando alle spalle dell'ucraino Mykhaylo Kochan, che nell'occasione ha realizzato il primato europeo under 20 con 84,37 metri.
Ai mondiali di Doha 2019 si è classificato dodicesimo nel turno di qualificazione, venendo eliminato con la misura di 72,96 metri.

## Palmarès
| Anno | Manifestazione           | Sede     | Evento                     | Risultato | Prestazione | Note                                   |
| ---- | ------------------------ | -------- | -------------------------- | --------- | ----------- | -------------------------------------- |
| 2017 | Campionati balcanici U18 | Istanbul | Lancio del martello (5 kg) | Oro       | 75,40 m     |                                        |
| 2017 | Campionati balcanici U20 | Pitești  | Lancio del martello (6 kg) | 4º        | 70,96 m     |                                        |
| 2017 | Europei U20              | Grosseto | Lancio del martello (6 kg) | nm (q)    | nm (q)      |                                        |
| 2018 | Campionati balcanici U20 | Istanbul | Lancio del martello (6 kg) | Oro       | 75,40 m     |                                        |
| 2018 | Mondiali U20             | Tampere  | Lancio del martello (6 kg) | nm (q)    | nm (q)      |                                        |
| 2019 | Europei U20              | Borås    | Lancio del martello (6 kg) | Argento   | 84,22 m     | Miglior prestazione nazionale under 20 |
| 2019 | Mondiali                 | Doha     | Lancio del martello        | 23º (q)   | 72,96 m     |                                        |
| 2021 | Europei U23              | Tallinn  | Lancio del martello        | Argento   | 75,23 m     |                                        |
| 2021 | Giochi olimpici          | Tokyo    | Lancio del martello        | 25º (q)   | 72,19 m     |                                        |
| 2022 | Mondiali                 | Eugene   | Lancio del martello        | 9º        | 77,04 m     |                                        |
| 2022 | Europei                  | Monaco   | Lancio del martello        | 6º        | 78,20 m     | Miglior prestazione personale          |
| 2023 | Mondiali                 | Budapest | Lancio del martello        | 14º (q)   | 74,05 m     |                                        |
| 2024 | Europei                  | Roma     | Lancio del martello        | 18º (q)   | 73,11 m     |                                        |
| 2024 | Giochi olimpici          | Parigi   | Lancio del martello        | 12º       | 73,34 m     |                                        |

## Altre competizioni internazionali
2016
- Bronzo alle Gymnasiadi ( Trebisonda), lancio del martello (5 kg) - 62,43 m

2021
- Oro in Coppa Europa di lanci ( Spalato), lancio del martello - 75,10 m